# De Sales (canton)
De Sales est un canton canadien du Québec situé dans la région administrative de la Capitale-Nationale, sous-région de Charlevoix, et créé le 23 mai 1868 par proclamation publiée dans la Gazette officielle du Québec. La municipalité de Notre-Dame-des-Monts a été établie sur cette division territoriale.

## Toponymie
Son nom évoque le souvenir de Marc-Pascal de Sales Laterrière (1792-1872), médecin, militaire, seigneur des Éboulements et député de la région.